# Branges
Branges é uma comuna francesa na região administrativa de Borgonha-Franco-Condado, no departamento Saône-et-Loire. Estende-se por uma área de 24,49 km². Em 2010 a comuna tinha 2 396 habitantes (densidade: 97,8 hab./km²).